# Jens Junge

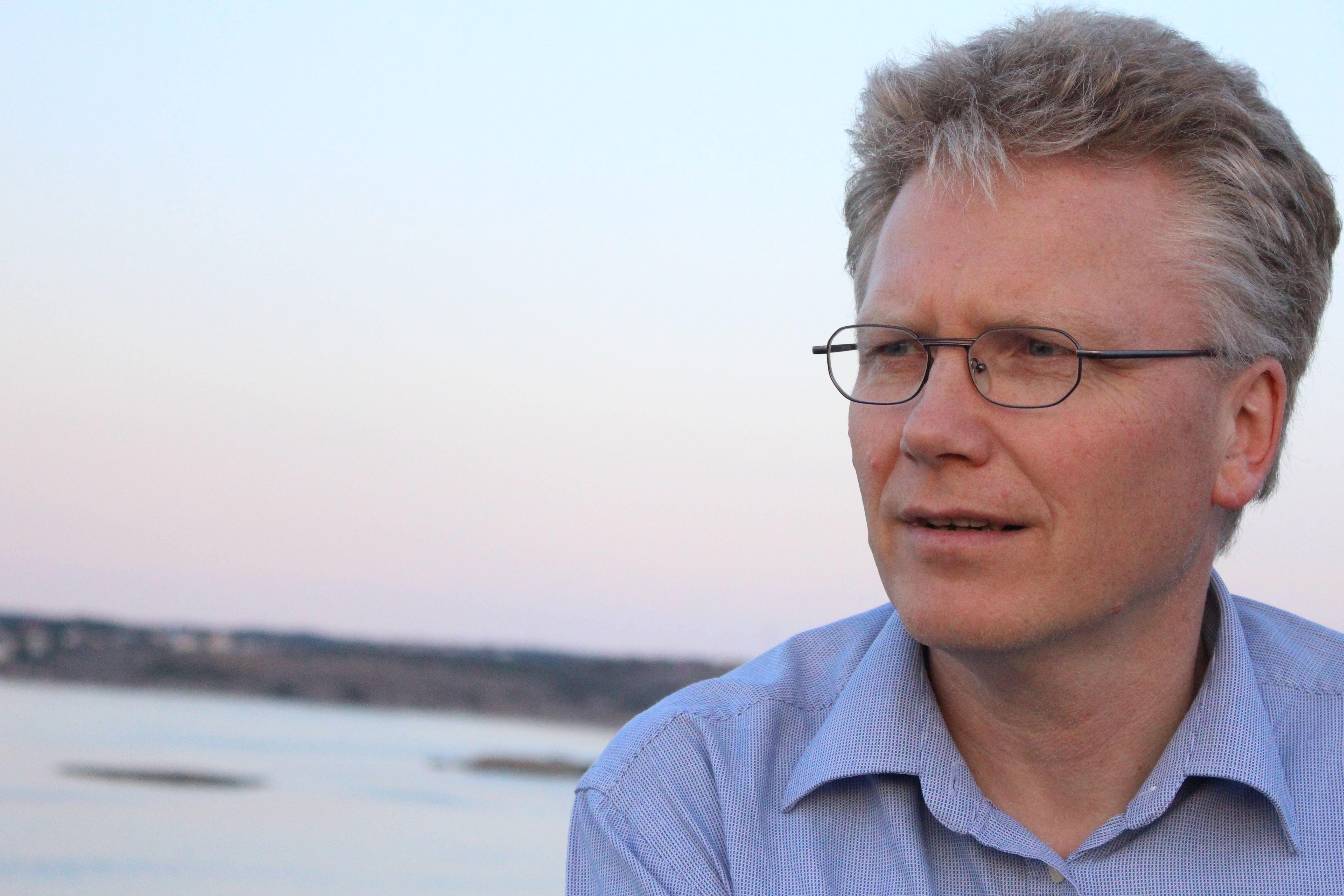
Jens Junge (2014)

Jens Junge (* 29. Januar 1964 in Flensburg) ist ein deutscher Unternehmer Hochschullehrer, Spielforscher, Autor und Vortragsredner.

## Werdegang
Zusammen mit Kim Schmidt zeichnete Jens Junge in seiner Jugend Comics und Cartoons. Daraus erwuchs der Wunsch, Verlagskaufmann zu werden. Nach der Ausbildung bei der Fachzeitschrift für Brett- und Kartenspiele Spielbox in Bonn schloss er ein Studium der Volkswirtschaftslehre und Geschichte an der Universität zu Köln an.
An der Hochschule Flensburg (Fachhochschule) erreichte er den Abschluss als Diplom-Betriebswirt 1993 und wurde an der Europa-Universität Flensburg 2005 zum Dr. rer. pol. promoviert parallel zu seinen unternehmerischen Aktivitäten. Seit 2011 lehrt er als Professor an der design akademie berlin, SRH Hochschule für Kommunikation und Design.
Seit 2014 ist er Direktor des Instituts für Ludologie.

## Unternehmer
Während seiner beruflichen Ausbildung zum Verlagskaufmann gründete Jens Junge 1986 einen Verlagsservice und produzierte 1988 als Verleger zusammen mit dem Zeichner Kim Schmidt seinen ersten Comicband „Öde Zeiten“. Aus dem Flying Kiwi Verlag heraus entstanden für die Landesregierung Schleswig-Holstein und ihre damalige Ministerpräsidentin Heide Simonis ab 1996 erste Internetprojekte (schleswig-holstein.de, lotto-sh.de etc.). Dies war die Grundlage für eines seiner Startups als Internetunternehmer, die Ticcon AG (1999) in Flensburg, dessen Vorstandsvorsitzender er über 12 Jahre war (Umwandlung der AG in eine GmbH ab 2012).
Erste Projekte für mobile Applikationen entstanden 1999 auf dem Motorola Timeport im WAP-Standard (Wireless Application Protocol), weil Motorola, einer der damals größten Handy-Produzenten, sein innovativstes Werk in Europa mit über 3.000 Mitarbeitern bis 2013 ebenso in Flensburg betrieb. Hier wurde auch die ersten multimediafähigen UMTS-Smartphones (A920 und A925) produziert, für die die Ticcon AG die ersten internetfähigen Applikationen entwickelte und auf der CeBIT im März 2004 als mobile eCommerce-Lösung präsentierte. Dies waren u. a. ein Flugbuchungssystem für Hapag-Lloyd Express (HLX) und der Verkauf von Lottoscheinen über NordwestLotto Schleswig-Holstein.
Aufgrund seiner Spielleidenschaft gründete Jens Junge 2006 die Mediatrust GmbH & Co. KG in Flensburg zum Betrieb der Domain spielen.de. Seine bisherigen Internet- und Mobile-Projekte hatten oft Spielbezüge.

## Expertise
Seit 2014 ist Jens Junge Direktor des „Instituts für Ludologie“ sowie seit 2011 Professor an der Design akademie berlin, SRH Hochschule für Kommunikation und Design. Die ersten Brettspiele wurden im Zuge der Stadtgründungen und der ersten Religionen entwickelt (s. auch Königliches Spiel von Ur). Junge befasst sich seit seinem Einstieg in die Spielebranche 1984 mit diesen Phänomen „Play“, „Toy“, „Game“ und „Gambling“ sowie dem Wissenstransfer daraus, der Übertragung in andere wissenschaftliche Disziplinen sowie praxisnahe Themenbereiche außerhalb des Spiels im Sinne von Gameful Design und Gamification.
Er engagiert sich im game – Verband der deutschen Games-Branche e.V. als Mitglied. Vor dessen Gründung am 29. Januar 2018 war er in beiden Vorläuferverbänden G.A.M.E. und BIU aktiv und verfolgte über Jahre die Fusion beider Verbände. Mit dem neuen game-Verband und dem Institut für Ludologie erstellte er die sogenannte bundesweite Gamesmap, um Interessierten und der Öffentlichkeit einen Überblick über die gesamte aktuelle deutsche Games-Branche zu geben.
Seit den Anfangstagen des Internets in Deutschland (1995) befasst sich Jens Junge mit der Digitalisierung auf Verbandsebenen. So initiierte er 1999 die Gründung des Schleswig-Holsteinischen Multimedia und IT Verbandes (SH://MIT), aus dem 2007 der Verein Digitale Wirtschaft Schleswig-Holstein (DiWiSH) hervorging, dessen Vereinsvorsitzender er sieben Jahre lang bis 2007 war. Auf Bundesebene ist Jens Junge seit 1995 im Deutschen Multimediaverband e.V., dem heutigen im Bundesverband Digitale Wirtschaft e.V. (BVDW) aktiv, um die Digitale Transformation zu unterstützen. Er agiert dabei in der Forschung, als Vortragsredner und Autor.
In den Bereichen Entrepreneurship, Mittelstand und Familienunternehmen forscht Jens Junge gemeinsam mit dem Team des EMF-Instituts an der Hochschule für Wirtschaft und Recht Berlin (HWR).

## Spielforschung

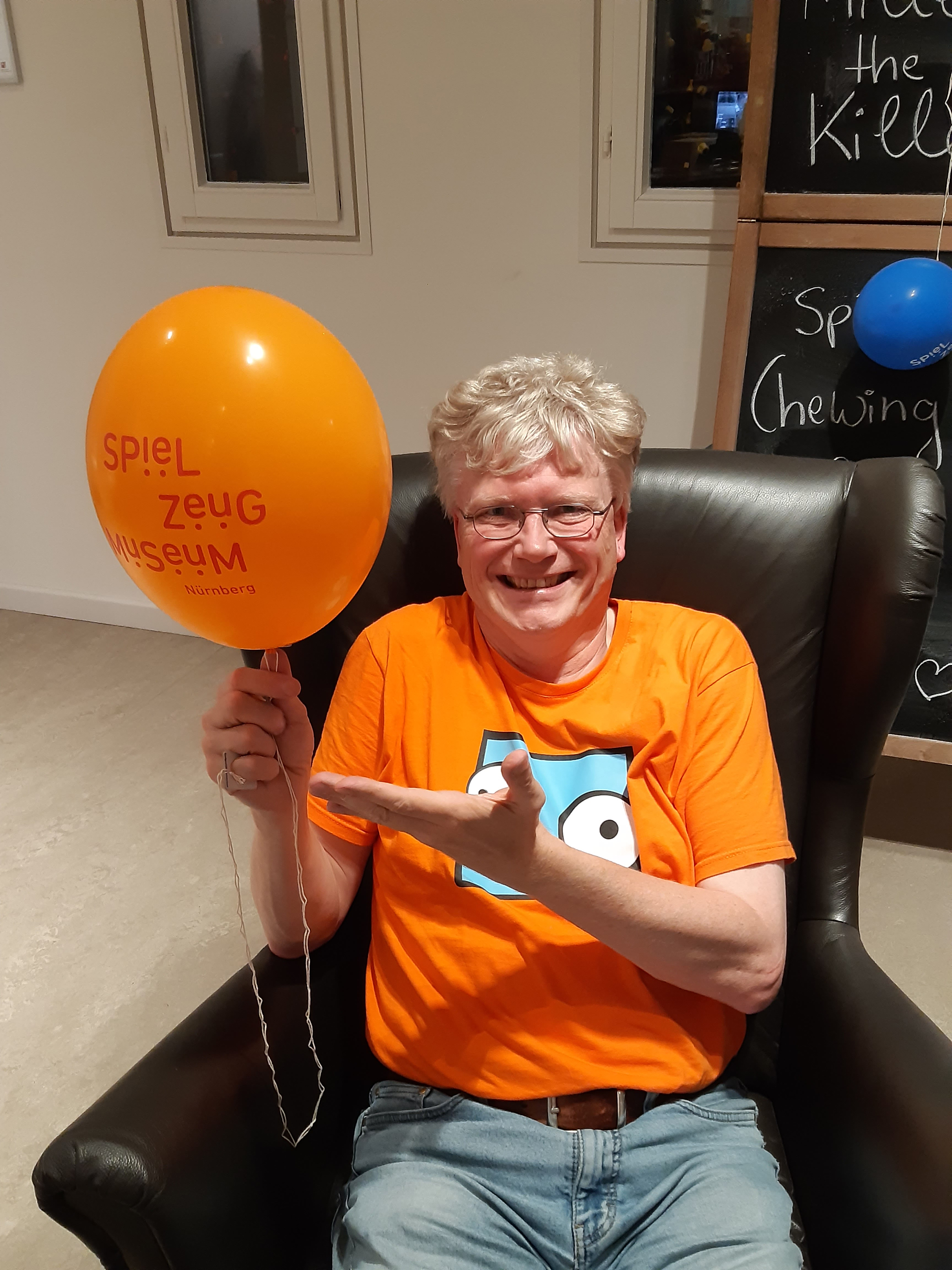
Jens Junge im Spielzeugmuseum Nürnberg, Juli 2022

Als Spielwissenschaftler und Direktor des Instituts für Ludologie befasst sich Jens Junge mit dem Grundphänomen des Menschen, dem Spielen, vom explorativen Spiel, Phantasiespiel, Rollenspiel, Konstruktionsspiel bis zu den zahlreichen Formen des Regelspiels, wie Brett- und Kartenspiele, Computerspiele oder Mobile Games. In Altenburg verantwortet er den Aufbau und Betrieb einer Lehr- und Forschungssammlung für Brettspiele in Kooperation mit dem dortigen Spielkartenmuseum im Residenzschloss. Brettspiele sind Medienwerke, die auf Bundesebene aus kulturpolitischen und wissenschaftlichen Gründen gesammelt, archiviert und dokumentiert gehören, deshalb wurden die Sammlungen von Dagmar und Ferdinand de Cassan, Gaby und Peter Neugebauer, Klaus Teuber, Uwe Petersen und Tom Werneck mit der Stiftung Spielen zusammengeführt. So stehen für die Spielforschung und den Ausbau des Games-Standortes Deutschland jetzt über 82.000 Brettspiele zur Verfügung. Spielzeug ist die ganze Welt im Kleinen, deshalb lassen sich über das Spielzeug zahlreiche Kulturphänomene beschreiben und erklären. So kooperiert Jens Junge mit dem Spielzeugmuseum Nürnberg und ist seit dem 27. September 2021 der Vorsitzende des Fördervereins des Spielzeugmuseums.

## Immaterielles Kulturerbe der UNESCO
Am 26. März 2025 hat die deutsche UNESCO-Kommission mit dem Beschluss der Kultusministerkonferenz des Bundes die Kulturform „Brettspiele spielen – Brettspielkultur in Deutschland“ in die bundesweite Liste des Immateriellen Kulturerbes aufgenommen. Um diese Kulturform anerkennen zu lassen, waren vier Anträge über acht Jahre notwendig. Zwei Anträge gehen auf die Initiative von Karin Falkenberg, ehemalige Leiterin Deutsches Spielearchiv Nürnberg,  und Tom Werneck, Gründer des Bayerischen Spiele-Archives Haar e.V., zurück, die in den Jahren 2017 und 2019 die Anträge schrieben und damit auf die bayerisches Landesliste kamen, aber das Land Bayern diese Kulturform nicht für die Aufnahme auf die Bundesliste vorschlug. Als Gutachter dieses Antragsprozesses übernahm Jens Junge dann die Antragstellung im Bundesland Thüringen, wo diese Kulturform am 16. Mai 2024 auf die dortige Landesliste kam und die thüringische Staatskanzlei die Brettspielkultur in Deutschland zur Aufnahme auf die Bundesliste Immaterielles Kulturerbe erfolgreich vorschlug.

## Veröffentlichungen (Auswahl)
- Jens Junge: (An)sprache für Mitarbeiter. In: Birgit Felden (Hrsg.): Familienunternehmen – Wir reden mit Ihnen!. Flying Kiwi Media, Dollerup 2010, S. 54–69, ISBN 978-3-940989-03-1
- zusammen mit Jonas Vossler und Stefanie Talaska: Spielerisches Gestalten – Ludologie als transdisziplinärer Forschungsansatz. Heidelberger Hochschulverlag, Heidelberg 2016, S. 100–131, ISBN 978-3-942648-15-8
- zusammen mit Stefanie Talaska und Jonas Vossler: All In?! – Was Start-ups vom Pokern lernen können. In: Avo Schönbohm, Laura Marwede, Michael Graffius (Hrsg.): Spielräume – Facetten von Gamification in Unternehmen und Weiterbildung. Flying Kiwi Media, Dollerup 2017, S. 7–22, ISBN 978-3-940989-32-1
- zusammen mit Kim Schmidt: Das war ÖDE – Comics von 1983–2015. Flying Kiwi Media, Dollerup 2017, ISBN 978-3-940989-33-8
- zusammen mit Christian Horn, Florian Voß: Masterplan Spielewelt Altenburg. Kultur Management Network, Leipzig 2020, ISBN 978-3-9821905-0-1
- zusammen mit Timo Schöber: eSports Mosaik. Flying Kiwi Media, Dollerup 2020, ISBN 978-3-940989-39-0
- Jens Junge: Spielen? Warum Nutzloses nützlich sein kann. In: Annika Lang, Nicola Maier-Michalitsch (Hrsg.): Spielen bei Menschen mit Komplexen Behinderungen. Bundesverband für körper- und mehrfachbehinderte Menschen e.V., Düsseldorf 2020, S. 9–38, ISBN 978-3-945771-20-4
- Jens Junge: Spielen. In: Olaf Zimmermann, Felix Falk (Hrsg.): Handbuch Gameskultur – Über die Kulturwelten von Games. Deutscher Kulturrat e.V., Berlin 2020, S. 23–28, ISBN 978-3-947308-22-4
- zusammen mit Timo Schöber, Jana Möglich, Frank Simoneit, Alexander Ottowitz: E-Sport auf Landesebene – Blaupause und Erfahrungswerte zum regionalen E-Sport. Meyer & Meyer Verlag, Aachen 2021, ISBN 978-3-84037759-4
- zusammen mit Timo Schöber: eSports Mosaik 2 – Der Einführung zweiter Teil. Flying Kiwi Media, Dollerup 2021, ISBN 978-3-940989-46-8
- zusammen mit Timo Schöber: eSports Library – Anthology of guest articles (Excerpt). Flying Kiwi Media, Dollerup 2021, ISBN 978-3-940989-47-5 (englisch)